# صالح حسن عيسى العكيلي
صالح حسن عيسى العكيلي وهو سياسي عراقي شغل منصب عضو في مجلس النواب العراقي في دورته الأولى من عام 2005 إلى 2010.